# JS C3 1801–1908
Die dreiachsigen Personenwagen 3. Klasse der Gattung C3 und den Nummern 1801–1908 der Jura-Simplon-Bahn (JS) waren ab 1889 im Einsatz.

## Geschichte
1889 liess die JS bei der Schweizerischen Industrie-Gesellschaft (SIG) 108 dreiachsige Personenwagen der 3. Klasse  bauen. Die Wagen verfügten über 70 Sitzplätze sowie über elektrische Beleuchtung durch austauschbare Akkumulatoren und Dampfheizung. Das Fahrgestell besass Lenkachsen mit Mittelrahmen.
Bei der Verstaatlichung der JS 1903 wurden die Wagen von den Schweizerischen Bundesbahnen (SBB) übernommen und bekamen die Nummer 7511–7618. Wie lange die Wagen im Einsatz waren, ist nicht genau bekannt.